# Victor Vyssotsky
Victor A. Vyssotsky (* 26. Februar 1931; † 24. Dezember 2012 in Orleans, Massachusetts) war ein Mathematiker und Informatiker.
Er wurde als Sohn von Alexander N. Vyssotsky und der Mathematikerin Emma T. R. Williams (Namensgeberin für den Asteroiden Vyssotsky 1600) geboren. Er arbeitete unter anderem beim Multics-Projekt zusammen mit Robert Morris Sr und Douglas McIlroy mit, welches das Computerspiel Darwin erfunden hat. In diesem Spiel treten mehrere Computerprogramme gegeneinander an. Neuere Virusentwickler verwendeten die gleiche Technik, um Viren zu entwickeln. Auch wenn das Multics-Projekt kaum erfolgreich war, so inspirierte es doch Ken Thompson zur Entwicklung von UNIX.